# Carbamyl-phosphate synthétase II
La carbamyl-phosphate synthétase II est une ligase qui catalyse la réaction :
2 ATP + L-glutamine + HCO3− + H2O  {\displaystyle \rightleftharpoons }  2 ADP + phosphate + L-glutamate + carbamyl-phosphate.
Le mécanisme réactionnel de cette enzyme se déroule en quatre étapes :
1. L-glutamine + H2O  {\displaystyle \rightleftharpoons }  L-glutamate + NH3
2. ATP + HCO3−  {\displaystyle \rightleftharpoons }  ADP + carboxyphosphate
3. NH3 + carboxyphosphate  {\displaystyle \rightleftharpoons }  carbamate + phosphate
4. ATP + carbamate  {\displaystyle \rightleftharpoons }  ADP + carbamyl-phosphate

Elle est activée par l'ATP et le PRPP et est inhibée par l'UMP, produit final de la biosynthèse des nucléotides pyrimidiques.
Contrairement à la plupart des enzymes ayant une activité carboxylase, la carbamyl-phosphate synthétase II n'utilise pas la biotine comme cofacteur.

## Histoire
L'existence de cette enzyme a été découverte chez la souris par Mary Ellen Jones et Sally E. Hag en 1966.